# 드라우닝 모나
《드라우닝 모나》(영어: Drowning Mona)는 미국에서 제작된 닉 고메즈 감독의 2000년 범죄 코미디 영화이다. 대니 더비토, 벳 미들러 등이 출연하였고, 바트 로즌블랫 등이 제작에 참여하였다.

## 출연진
- 대니 더비토
- 벳 미들러
- 네브 캠벨
- 제이미 리 커티스
- 케이시 애플렉
- 윌리엄 픽트너
- 마커스 토머스
- 피터 돕슨
- 캐슬린 윌호이트
- 트레이시 월터
- 폴 벤빅터
- 폴 슐지
- 마크 펠러그리노
- 레이먼드 오코너
- 리사 러펠
- 브라이언 도일머리
- 윌 페럴
- 멀리사 매카시

## 기타 제작진
- 배역: 모니카 니컬슨
- 미술: 리처드 토이온
- 세트: 캐런 어그레스티
- 의상: 테리 드레즈바크